# 黒雲雷五郎
黒雲 雷五郎（くろくも らいごろう、1852年3月5日（嘉永5年2月15日） - 1910年（明治43年）1月13日）は、肥前国玉名郡出身で京都相撲・出水川部屋、境川部屋、武隈部屋、湊部屋に所属した力士。本名は五島 林吉。最高位は西前頭6枚目。身長体重不明。

## 経歴
京都相撲から1882年1月に東京相撲に二段目格で加入。1888年5月には入幕を果たしたが、在位僅か4場所で1890年5月に脱走し廃業した。その後、一時同部屋で同郷の芳ノ山夛治郎とともに大坂相撲に加入した。

## 成績
- 幕内4場所7勝7敗24休2分